# Bombardement de la Bosnie-Herzégovine par l'OTAN en 1995
Pour un article plus général, voir Intervention de l'OTAN en Bosnie-Herzégovine.
Les bombardements de la Bosnie-Herzégovine par l'OTAN en 1995 (nom de code : Opération Deliberate Force) sont menés dans le cadre d'une campagne de bombardements aériens qui se déroule entre le 30 août et le 20 septembre 1995. Elle vise les positions militaires de l'Armée de la république serbe de Bosnie dans le but de l'affaiblir. Cette dernière menace et attaque les « zones de sécurité » déclarées par l'Organisation des Nations unies (ONU) pendant la guerre de Bosnie-Herzégovine avec le génocide de Srebrenica et les massacres de Markale qui justifient une intervention accélérée. L'opération mobilise 400 avions et 5 000 soldats venant de quinze nations sous le commandement du Allied Forces Southern Europe.

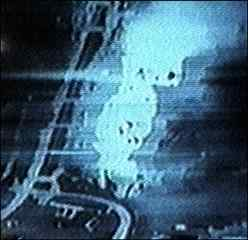
Image prise par un avion américain lors d'un bombardement.

L'opération se réalise en accord avec la Force de protection des Nations unies.

## Description
L'opération fut planifiée par l'Organisation du traité de l'Atlantique nord (OTAN) en juin 1995 mais fut déclenchée en réponse au second massacre de Markale survenu le 28 août. 
Durant la campagne, 3 515 sorties aériennes ont été effectuées et 338 sites ont été visés. Les avions provenaient des bases aériennes d'Italie et des porte-avions de l'US Navy, le USS Theodore Roosevelt et le USS America. 
Sur les 1 026 bombes et missiles air-sol employées par l'OTAN, 708 étaient des armes de précision.
Un Mirage 2000N de l'escadron de chasse 2/3 Champagne de l'Armée de l’air française fut abattu par un missile surface-air provenant de la défense anti-aérienne bosno-serbe le 30 août, le pilote et le navigateur ont été capturés, ils ont été relâchés le 12 décembre 1995. Ce fut la seule perte du côté de l'OTAN au cours de ces bombardements.
| Nations    | Nombre d'avions engagés | % d'avions engagés | Nombre de sorties | % de sorties |
| ---------- | ----------------------- | ------------------ | ----------------- | ------------ |
| France     | 50                      | 17,0 %             | 284               | 8,1 %        |
| États-Unis | 127                     | 43,2 %             | 2 318             | 65,9 %       |
| Autre      | 117                     | 39,8 %             | 913               | 26,0 %       |
| Total      | 290                     | 100 %              | 3 515             | 100 %        |

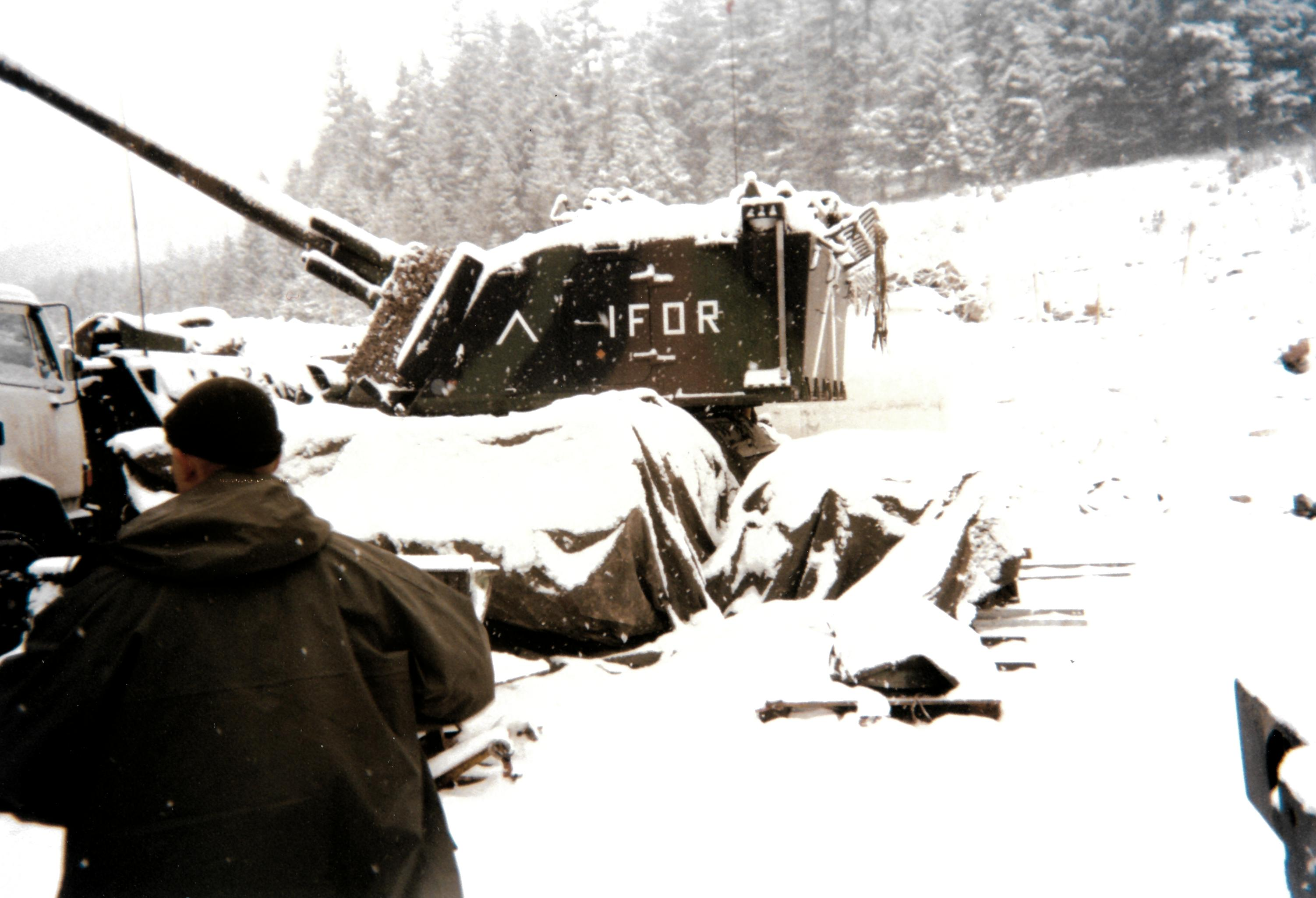
Un AMX AuF1 en 1996 aux couleurs de l'Ifor.

Finalement ces attaques aériennes, combinées aux tirs d'artillerie d'unités de l'Armée de terre française et de la British Army équipées d'armes lourdes ,,,,, frappant entre autres les positions d'artillerie serbes installés sur le mont Igman, augmentèrent la pression internationale sur la république fédérale de Yougoslavie de Slobodan Milošević. 
Le 10 septembre 1995, treize BGM-109 Tomahawk de l'United States Navy dévastèrent une tour de communications bosno-serbes dans le cadre des opérations militaires visant à débloquer le siège de Sarajevo. Trois jours plus tard, les autorités bosno-serbes acceptent de retirer leurs armes et des négociations débouchèrent sur les accords de Dayton deux mois plus tard mettant fin à la guerre en Bosnie.